# Bartolomé José Crespo y Borbón
Pour les articles homonymes, voir Crespo et Borbon.
Bartolomé José Crespo y Borbón, également connu sous le nom de Creto Gangá, né en 1811 à Ferrol (Espagne) et mort en 1871 à La Havane, est un journaliste, écrivain et dramaturge cubain.

## Biographie
Lorsqu'il est enfant, sa famille émigre à Cuba où il passe le reste de sa vie. Il commence des études de médecine à l'université de La Havane, sans les achever.  À la fin des années 1830, il écrit des récits satiriques et des poèmes dans des journaux cubains. Il est l'auteur de l'ouvrage El Latigo del anfibio, O, a Sea coleccion de sus poesias satiricas (1839).